# Ermita de la Piedra Sagrada

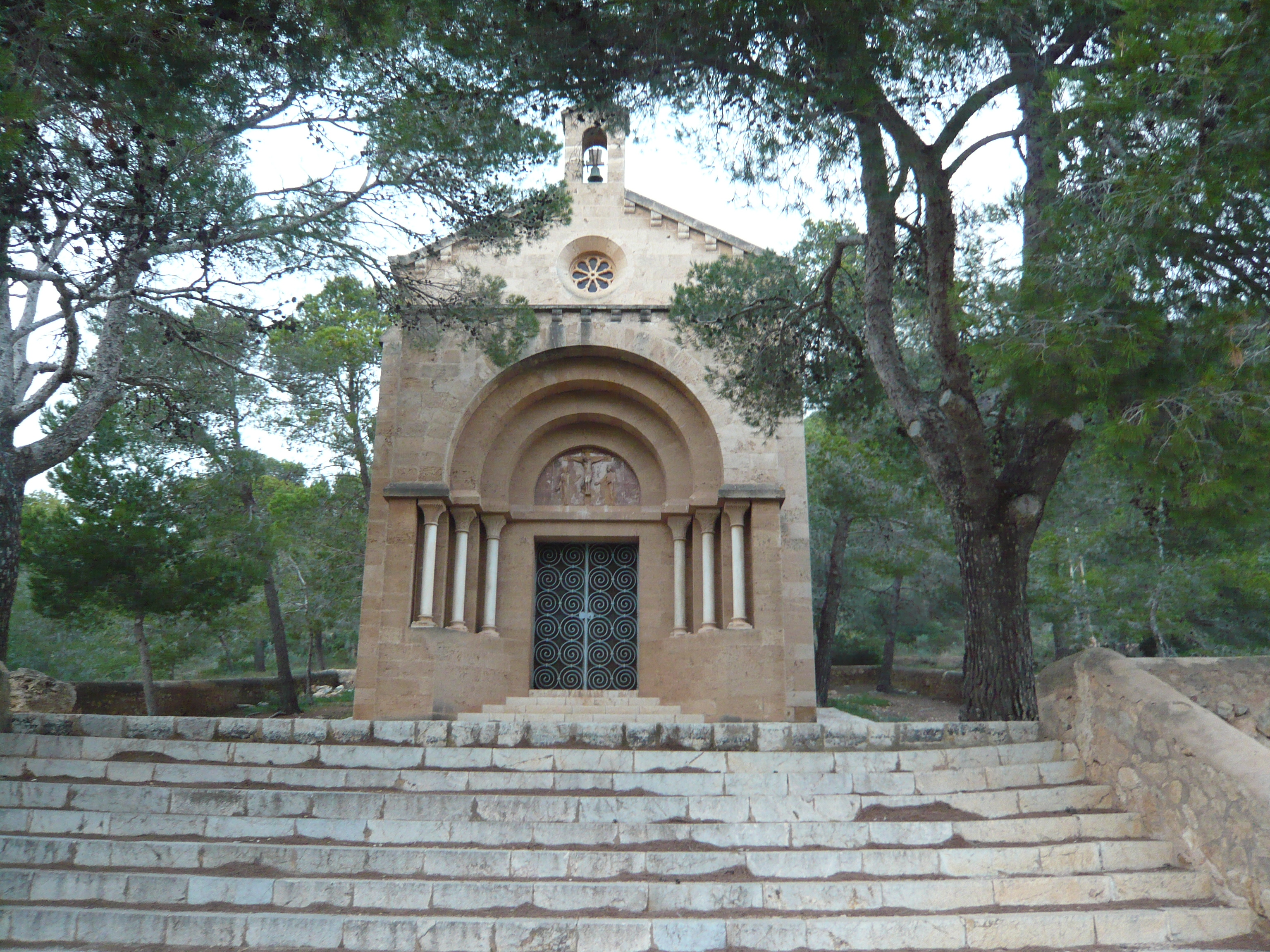
Ermita de la Piedra Sagrada.

La ermita de la Piedra Sagrada es una construcción neorrománica que se construyó en el municipio español de Calviá, en 1929, para conmemorar el séptimo centenario del desembarco de Jaime I de Aragón con el objetivo de conquistar Mallorca. Se encuentra situada entre el puig de sa Ginesta y el puig d'en Zaragoza. En su interior se guarda la piedra que, dicen, sirvió de altar para la misa que recibieron en su día las tropas de Jaume I, antes de su primera batalla. La planificación, fue elaborada por el filólogo mallorquín mossèn Alcover. Forma parte del recorrido del paseo Calviá, considerado como el «pulmón verde» del municipio. Asimismo, el autor Miquel Bota y el compositor Bernat Julià, ambos del municipio de Inca, dedicaron un himno a Santa María de la Piedra Sagrada, en el 2002.

## Arquitectura
Se trata de una construcción de una sola nave, de planta rectangular, acabada en ábside semicircular, donde se encuentra el altar y la piedra. Contiene una galería de ventanales de medio punto que permite la entrada de luz en el oratorio. La nave está cubierta a doble vertiente y sujeta con vigas de madera, mientras que el ábside está cubierto por una bóveda de media naranja. La parte exterior está cubierta de doble vertiente con teja árabe, y el alero sujeto por ménsulas. Sobre el tímpano contiene un frontón triangular, en cuyo centro hay un rosetón.